# 聖大衛 (伊利諾伊州)
聖大衛（英語：St. David）是位於美國伊利諾伊州富爾頓縣的一個村落。

## 地理
聖大衛的座標為40°29′30″N 90°03′08″W / 40.49167°N 90.05222°W，而該地最高點為海拔高度192米（即630英尺）。

## 人口
根據2010年美國人口普查的數據，聖大衛的面積為0.77平方千米，當中陸地面積為0.77平方千米，而水域面積為0.00平方千米。當地共有人口589人，而人口密度為每平方千米764人。